# Fladdermusburna virus

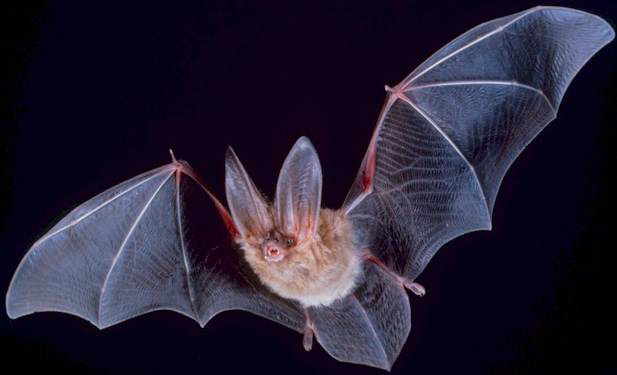
Fladdermus av arten Corynorhinus townsendii i familjen läderlappar.

Fladdermusvirus är de virus som har fladdermöss som huvudsakliga värdar. Hit hör många coronavirus, hantavirus, lyssavirus, rabiesvirus, nipahvirus, lassavirus, henipavirus, ebolavirus och marburgvirus. Bland de som klassas som nya virus – primärt då ur människans synvinkel – är många fladdermusvirus. 
Det antas att coronaviruset sars-cov-2, som orsakat covid-19-pandemin, härrör från fladdermus, eftersom dess arvsmassa till 96 procent är identiskt med ett fladdermusvirus.